# Tyranny of Souls
Tyranny of Souls to heavymetalowy, solowy album wydany przez Bruce’a Dickinsona - wokalistę brytyjskiego zespołu Iron Maiden. Premierę płyty datuje się na 23 maja 2005 roku. Jest to pierwszy solowy krążek od czasu ponownego wstąpienia do Iron Maiden.
Pisaniem tekstów na płytę zajmował się Roy Z i Dickinson. W czasie gdy Bruce koncertował razem ze swoim zespołem, Roy przesyłał mu swoje pomysły, a wokalista wymyślał do nich teksty oraz melodie. W sukcesie Dickinsonowi w bardzo dużym stopniu pomógł właśnie Roy - zajmował się partiami basowymi oraz klawiszowymi.
Jedna z piosenek z płyty - "Kill Devil Hill" - powstała z inspiracji udanym lotem braci Wright w 1903 roku. Natomiast tytułowy numer "Tyranny of Souls" jest wynikiem kontemplacji autora nad książką Szekspira "Makbet".

## Lista utworów
1. "Mars Within" – 1:41
2. "Abduction" – 3:52
3. "Soul Intruders" – 3:54
4. "Kill Devil Hill" – 5:09
5. "Navigate the Seas of the Sun" – 5:53
6. "River of No Return" – 5:15
7. "Power of the Sun" – 3:31
8. "Devil on a Hog" – 4:03
9. "Believil" – 4:52
10. "A Tyranny of Souls" – 5:54

Utwór "Eternal" pojawia się tylko na Japońskim wydaniu.

## Twórcy
- Bruce Dickinson - wokal
- Roy Z - partie gitarowe i basowe (utwory 7,9)
- David Moreno - perkusja
- Ray "Greezer" Burke - gitara basowa (utwory 1,4,5,6,8,10)
- Juan Perez - gitara basowa (utwory 2,3)
- Maestro Mistheria - instrumenty klawiszowe

## Pozycje na listach
| Lista                | Kraj              | Pozycja |
| -------------------- | ----------------- | ------- |
| SNEP                 | Francja           | 101     |
| Billboard 200        | Stany Zjednoczone | 180     |
| Media Control Charts | Niemcy            | 39      |
| OLiS                 | Polska            | 17      |